# Deuterophlebia inyoensis
Deuterophlebia inyoensis är en tvåvingeart som beskrevs av Kennedy 1960. Deuterophlebia inyoensis ingår i släktet Deuterophlebia och familjen Deuterophlebiidae. Inga underarter finns listade i Catalogue of Life.